# Episodi di National Museum - Scuola di avventura
La prima stagione della serie televisiva National Museum - Scuola di avventura è andata in onda negli Stati Uniti su Cartoon Network dal 13 giugno 2010 al 21 settembre 2010. In Italia la stagione è stata trasmessa in prima visione da Italia 1 dal 21 novembre 2012 al 7 dicembre 2012. Durante questa messa in onda gli episodi 10, 11 e 12 hanno subito diversi tagli che ne hanno accorciato sensibilmente la durata. Nella replica del 1º giugno 2013 gli episodi 10 e 11 sono stati trasmessi integralmente.
| nº | Titolo originale             | Titolo italiano                   | Prima TV USA      | Prima TV Italia  |
| -- | ---------------------------- | --------------------------------- | ----------------- | ---------------- |
| 1  | Pilot                        | Il mistero del sommergibile       | 13 giugno 2010    | 21 novembre 2012 |
| 2  | The Griffin Gang             | La gang dei Griffin               | 20 giugno 2010    | 23 novembre 2012 |
| 3  | Sleeper in a Box             | Il Bell'addormentato              | 27 giugno 2010    | 26 novembre 2012 |
| 4  | Heart of a Warrior           | Il cuore del guerriero            | 13 luglio 2010    | 27 novembre 2012 |
| 5  | Fountain of Truth            | La fonte della giovinezza         | 20 luglio 2010    | 28 novembre 2012 |
| 6  | Public School Enemies        | I nemici della scuola             | 27 luglio 2010    | 29 novembre 2012 |
| 7  | The Liberian Candidate       | Il candidato liberiano            | 3 agosto 2010     | 30 novembre 2012 |
| 8  | Curse of the Rolling Stone   | La maledizione della pietra rossa | 13 gennaio 2008   | 22 novembre 2012 |
| 9  | Now You See Me...            | La setta segreta                  | 17 agosto 2010    | 3 dicembre 2012  |
| 10 | Maximum Insecurity           | Massima insicurezza               | 24 agosto 2010    | 4 dicembre 2012  |
| 11 | Thor's Slammer               | L'isola dei misteri               | 31 agosto 2010    | 5 dicembre 2012  |
| 12 | Speetlemania                 | Lo scarafaggio estinto            | 14 settembre 2010 | 6 dicembre 2012  |
| 13 | Past, Presidents, and Future | Passato, presidenti e futuro      | 21 settembre 2010 | 7 dicembre 2012  |